# Démocrature
La démocrature — mot-valise composé de démocratie et dictature  — est le caractère autoritariste voire dictatorial d'un régime politique qui, par certains aspects, est démocratique. Le terme est notamment utilisé en science politique.

## Définition et exemples
Le terme de démocrature est une amalgamation, ou fusion, de deux termes qui semblent oxymoriques. La démocrature est souvent définie comme étant un régime politique qui, par son système d'élection, est démocratique, mais où la réalité de l'exercice du pouvoir penche vers la dictature et la suppression de l'État de droit. La démocrature est par conséquent un simulacre de démocratie.
Le concept permet souvent de désigner des pays qui, sous couvert d'institutions présentant des aspects formels de démocratie, sont en réalité gouvernés par un seul ou un petit nombre, dans des conditions qui ne sont pas démocratiques. La Russie, l'Algérie, l’Égypte et la Turquie seraient ainsi des démocratures,,. Plusieurs pays d'Afrique souffriraient de pratiques dictatoriales de la part de dirigeants pourtant élus démocratiquement. Les pays de l'est dans leurs transitions post-communisme sont quelquefois qualifiés de démocratures après des érosions démocratiques.
La controverse est ouverte au sujet de la Chine, que certains qualifient aussi de démocrature. D'un autre côté, certains experts arguent eux que la Chine ne serait pas une démocrature, n'ayant rien de démocratique en comparaison des aspects qui en font une dictature.

## Utilisation
L'origine du concept est inconnue. Il aurait été créé en Uruguay et aurait ensuite été généralisé à l'Amérique latine. Selon Jacques Rupnik, le créateur serait Vilhelm Moberg dans un article visant la Suède, publié au Dagens Nyheter le 14 décembre 1965. Rudolf Augstein a déclaré en 1993, dans un entretien au magazine Stern, avoir joué un rôle majeur dans la diffusion du concept en l'utilisant pour décrire le chancelier Adenauer et le ministre Strauss. Le terme aurait été utilisé dès novembre 1955 dans Der Spiegel.
Le philologue Werner Betz soutient lui que « cette nouvelle formation désignant le gouvernement d'Adenauer, la contamination de la démocratie par la dictature, la Demokratur est une trouvaille du carnaval de Mayence de 1951 ».